# Vida minha
Vida minha (Ma vie) est la chanson de l'artiste portugaise Filipa Sousa qui représente le Portugal au Concours Eurovision de la chanson 2012 à Bakou, en Azerbaïdjan.

## Eurovision 2012
La chanson est sélectionnée le 10 mars 2012 lors d'une finale nationale.
Elle participe à la seconde demi-finale du Concours Eurovision de la chanson 2012, le 24 mai 2012.